# Neodythemis takamandensis
Neodythemis takamandensis là loài chuồn chuồn trong họ Libellulidae. Loài này được Vick mô tả khoa học đầu tiên năm 2000.